# クアアイナ

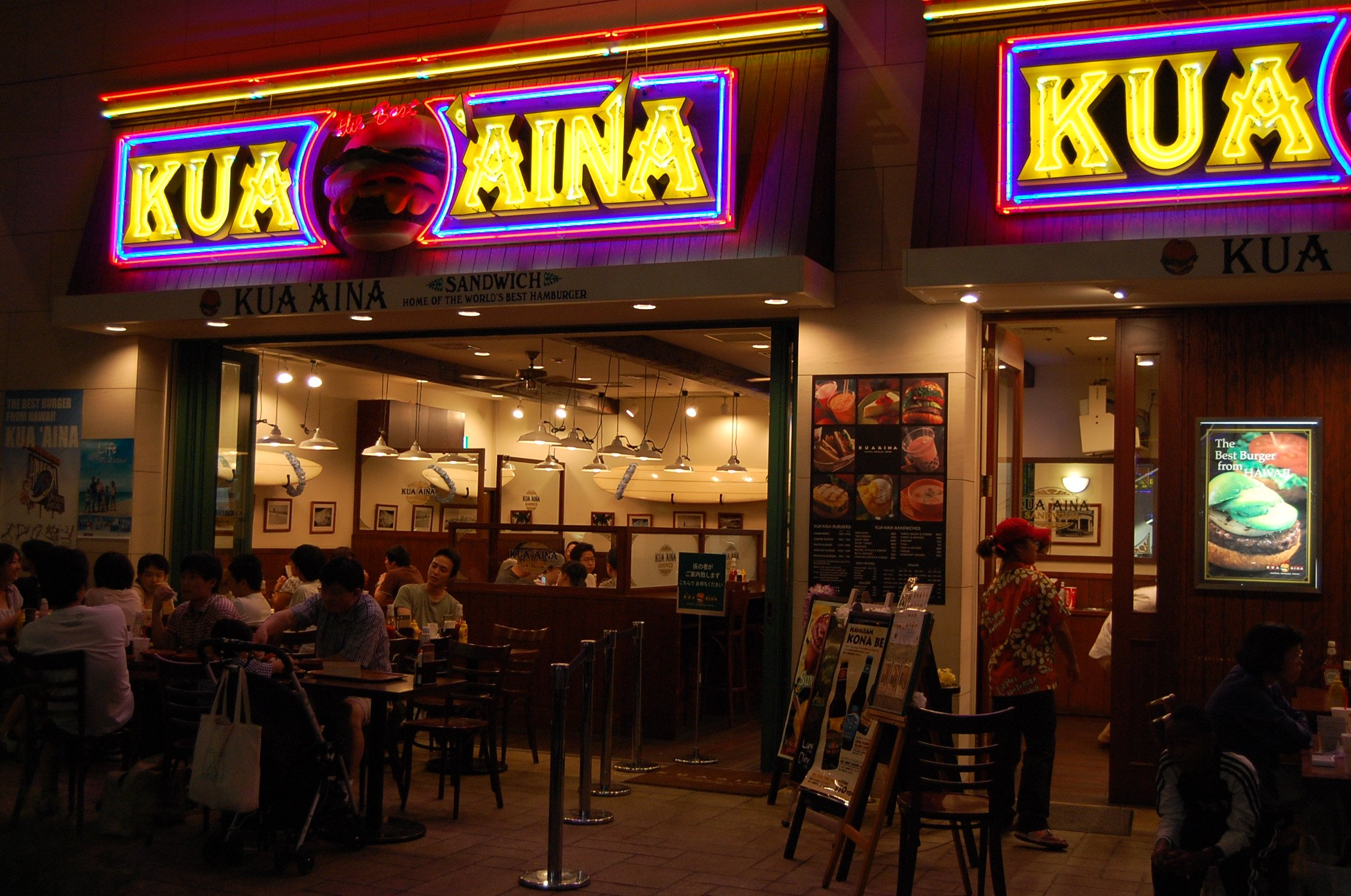
東京、千代田区にあるクア・アイナ

クアアイナまたはクア・アイナ（KUA`AINA、Kua 'Aina）は、株式会社フォーシーズ (Four Seeds) が経営しアメリカ合衆国ハワイ州、イギリス、中華民国（台湾）および日本に展開する、ハンバーガーとサンドイッチのファストカジュアルレストランチェーン。

## 沿革
現在は株式会社フォーシーズのグループ会社であり、同グループ内の開拓事業開発業務を担う株式会社フォーシーズフーズエクスプレス (FOURSEEDS FOODS EXPRESS) の一事業として展開している。1975年にテリー・トンプソンによってハワイ・オアフ島の北西海岸にある世界中のサーファーには特に有名な街ハレイワに開店したサンドイッチショップ「Kua Aina Sandwich Shop」が元祖とされる。店名KUA`AINAはハワイ語で「KUA」は後ろ、「AINA」は土地を意味し、「田舎」「素朴」「無骨者」という意味となる。
日本には1997年に進出。2019年6月現在、ハワイに1店舗、ロンドンに2店舗、台湾に2店舗、日本国内に30店舗を展開している。（宮城県、栃木県、埼玉県、千葉県、東京都、神奈川県、長野県、三重県、大阪府、滋賀県、兵庫県、福岡県）
その他、夏季限定で大磯ロングビーチ、冬季限定で苗場プリンスホテルで営業することがある。

## 特徴
提供されるハンバーガーやサンドイッチは日本国内の一般的な大手ファストフードチェーンで出している軽食然としたものとは異なり、価格に見合った量と質を伴うレストランの料理として捉えた方が適切といえる。
客が自由に調味できるスパイスカウンターには輸入したハインツのケチャップをはじめとしたこだわりの調味料やスパイスが置かれるなど、料理はもちろん内装や小物に至るまでハワイアンスタイルにこだわったハンバーガーレストランである。
店舗の展開は概ね関東・関西の都市圏と一部の観光地とハワイに限られるため、知名度は全国区ではないものの、ハワイに行ったことのある人などの根強い人気に支えられている。
ザガット・サーベイのハンバーガー部門で1位を獲得したことがある。

## メニュー
※メニューは青山店 2006年12月現在のもの

### バーガー類

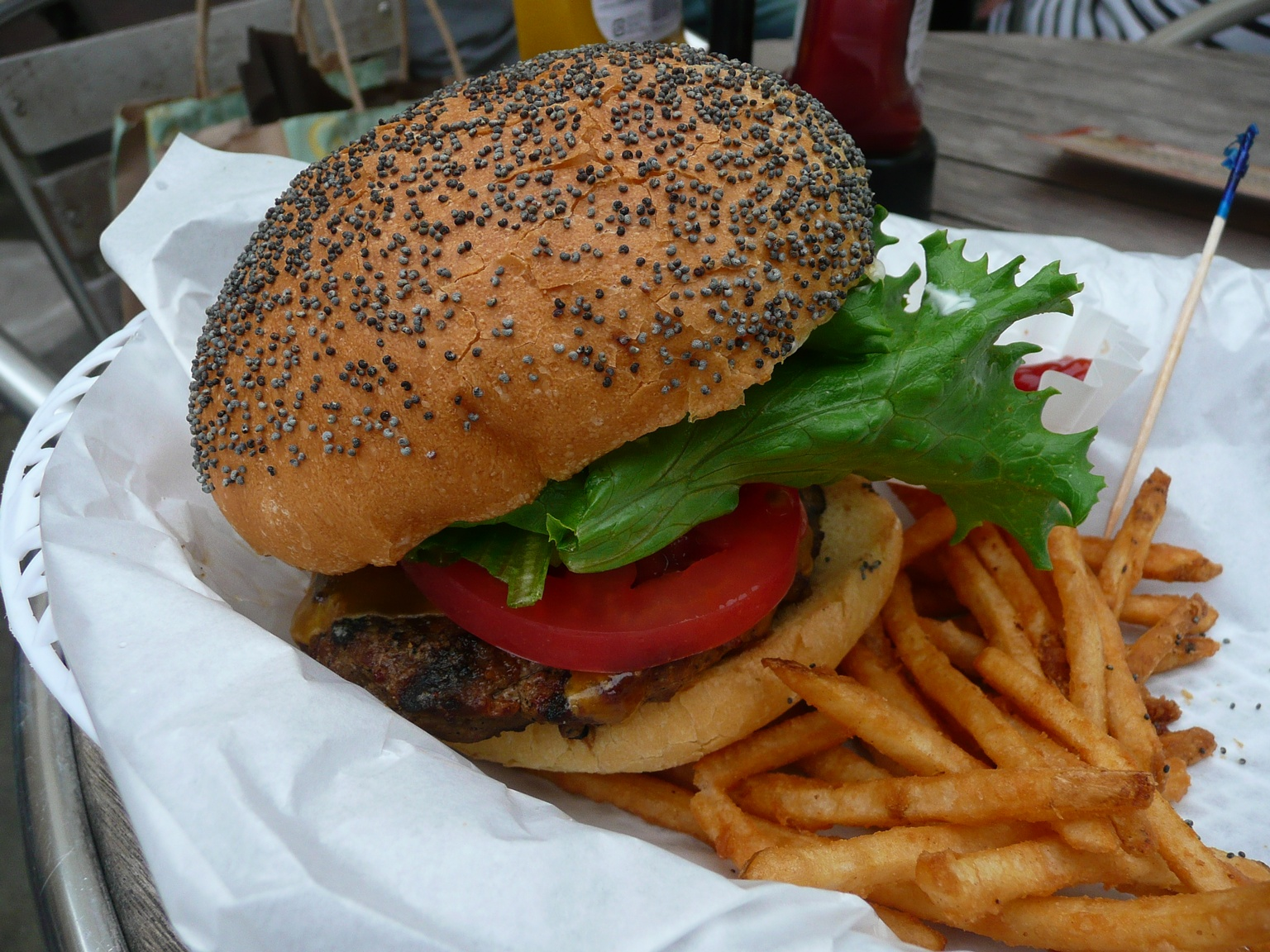
チーズバーガー

- ハンバーガー
- チーズバーガー
- ベーコンバーガー
- アボカドバーガー
- パインバーガー

### サンドイッチ
- ローストターキー
- ターキー&アボカド
- ターキー&チーズ
- ターキー・ベーコン&チーズ
- ローストビーフ
- ローストビーフ&アボカド
- パストラミ
- パストラミ&チーズ
- アボカド
- アボカド・ベーコン&チーズ
- チーズ
- チーズ&アボカド
- ベーコン・レタス&トマト（B.L.T.）
- B.L.T.&アボカド
- B.L.T.&チーズ
- テリチキン
- テリチキン&チーズ
- マヒマヒ
- マヒマヒ
- ツナ
- ツナ&アボカド

クラブハウスサンドウィッチ

### サイドオーダー
- フレンチフライ
- オニオンリング
- ポップコーンシュリンプ
- クラムチャウダー
- パンプキンスープ
- ピクルス
- チキンナゲット

### サラダ
- アボカドサラダ
- シーザーサラダ
- ハワイアンコブサラダ

### デザート
メープルホイップパンケーキ
クリームブリュレパンケーキ
季節のパンケーキ

### ホットドリンク
- ホットコーヒー
- カフェラテ
- 紅茶（アッサムティー・ジャスミンティー）

### コールドドリンク
- ペプシコーラ
- ノーカロリーコーラ
- ジンジャーエール
- オレンジジュース
- グレープフルーツジュース
- グアバジュース
- アイスティー
- アイスコーヒー
- ウーロンティー
- ミネラルウォーター
- 生ビール
- ビールセット （生ビール+フレンチフライ+オニオンリング）
- ハワイアンコナビール3種類

### スペシャルドリンク
- スムージー（マンゴー・グァバ） - ※夏季限定、2006年度より（マンゴー・アサイー）に移行
- モミティー（タピオカティー）

### トッピング
自分の好みで自由にトッピング可能。チーズ、パイナップル、ピクルス、ベーコン、アボカド、肉のサイズアップについては、追加料金を払えば自分の好みにアレンジできる仕組みとなっている。

## 関連
- アルジャーノンに花束を - 2015年放送の日本のテレビドラマ。ドラマに登場する（架空の）ハンバーガーショップ「Lucas Burger」とコラボレーションした商品「LucasチーズバーガーSET」を2015年4月10日から同年6月21日の期間限定で販売した[5]。